# خوشنکا
خوشنکا (به لهستانی:  Husinka) یک روستا در لهستان است که در گمینا بیاوا پودلاسکا واقع شده‌است.